# Попутный ветер (роман)
«Попутный ветер» (англ. Dawn Wind) — исторический роман английской писательницы Розмэри Сатклиф, действие которого происходит в Британии после распада Римской империи (V век). Был впервые опубликован в 1961 году.
Литературоведы отмечают, что в «Попутном ветре» усиливается мотив «экзистенциального культурного конфликта», связанного с укоренением в варварской Британии носителей римского начала. При этом определённая германофобия, характерная для ранних произведений Сатклиф, здесь сглаживается: пытающиеся захватить Британию саксы изображены не так одномерно.
В 1962 году на основе романа был создан одноимённый радио-сериал для BBC.